# Solanum hasslerianum
Solanum hasslerianum là loài thực vật có hoa trong họ Cà. Loài này được Chodat miêu tả khoa học đầu tiên năm 1902.